# Pani Poni Dash!
Pani Poni Dash! (ぱにぽにだっしゅ! Pani Poni Dasshu!?) es una serie de manga escrita e ilustrada por Hekiru Hikawa. Comenzó su serialización en la revista Gekkan GFantasy de Square Enix en noviembre de 2000, y finalizó el 10 de octubre de 2011 con un total de 17 volúmenes tankōbon publicados. Una adaptación a anime fue estrenada en 2005 y cuenta con 26 episodios.
En el ranking publicado por TV Asahi de los mejores 100 animes de 2006 (sobre la base de una encuesta en línea en Japón), Pani Poni Dash! alcanzó el puesto 3.

## Personajes

### Clase 1-C
Rebecca Miyamoto (レベッカ 宮本, Rebekka Miyamoto)
Voz por: Chiwa Saito
Rebecca "Becky" Miyamoto, es la tutora de la clase 1-C y profesora de matemáticas. En el anime se explica que nació de padre estadounidense y madre japonesa, aunque mantiene el apellido de su madre. Por el contrario, ella decía que había nacido de una madre americana y padre japonés en el manga. Rebecca fue admitida en el MIT a la edad de nueve años y se graduó a los diez con un honores. Posteriormente, ingresó a Momotsuki High School a la edad de once años como maestra. Normalmente letárgica y desmotivada, se pone un rostro fresco para mantener su reputación de genio. Sin embargo, cuando se enfrenta a una situación de miedo o incómoda, regresa inmediatamente a su estado infantil, llorando desconsoladamente (conocido como "Becky's hau hau" en el anime) y, a menudo se esconde detrás de una cortina. Ella es muy popular y confidente de los estudiantes. 
Himeko Katagiri (片 桐 姫 子, Katagiri Himeko?) 
Voz por: Fumiko Orikasa
Himeko es una chica que desborda energía y normalmente usa dos muletillas en todo lo que dice "maho" ( "マホ"?) - Que en japonés significa "magia" pero en la serie no tiene ningún significado particular y "ohmega" que utiliza para dar énfasis a sus palabras (por ejemplo, "Omega Kawaii!"). Con frecuencia molesta a los otros estudiantes de su clase con sus travesuras y su incapacidad para llevar un tren directo de pensamiento. En el anime, su mechón de pelo en la cabeza contiene un poder misterioso que da Himeko su energía sin límites y es capaz de moverse por propia voluntad. Después del incidente de las setas en el anime, corta demasiado su cabello por error y para disimularlo usa una peluca. Siempre que esta peluca se retira, pierde su energía, aunque vuelve a la normalidad una vez que estas es puesta en su lugar (similar a la situación con su mechón ). En la traducción al inglés, Ahoge Himeko es mencionado como un remolino. En un momento en la historia de manga, Himeko se transfiere a la clase D voluntariamente después de convertirse en un 'agente libre'. 
Himeko posee la capacidad de comer tanto como le plazca sin subir de peso y es especialmente adicta a los cangrejos. Fuera de las demás chicas, Himeko es por mucho la mayor admiradora de Becky. 
Rei Tachibana (橘 玲, Tachibana Rei?) 
Voz por: Satsuki Yukino
Rei es una chica de corazón y apariencia tan fría como el hielo. De las chicas en la clase 1-C, Rei es la más madura. Amenaza de daño corporal es la forma de Rei de imponer el orden en el aula, con Himeko como su víctima habitual. Ella suele poner a Becky en su lugar cuando se pasa de la raya con sus comentarios y también atrae a Becky de detrás de la cortina con dulces después de haberla asustado. Rei tiene la segunda más alta del PAM en toda la escuela y trabaja cuatro días por semana en un restaurante chino. Sin embargo, Rei no tiene talento artístico. A pesar de su aparente frialdad, Rei es a menudo la que enseña lecciones de la vida a Becky, es como su hermana mayor. Ella también tiene rachas de codicia, como cuando durante el festival de la escuela aprovechó que su aula de clases era la más popular de modo que pudiera recoger los beneficios más tarde, algo que ella no podía hacer ya que todas las ganancias se fueron a la caridad.
Ichijou (一条, Ichijōu?) 
Voz por: Ai Nonaka
Ichijo es la misteriosa representante de la clase 1-C, cuyo nombre se desconoce. Frecuentemente se la observa beber té verde. Ella siempre está tranquila y utiliza el lenguaje honorífico, pero es propensa a la irregularidad de la conducta cuestionable. Sus actividades, por lo menos cerca del comienzo de la serie de anime, normalmente se limitan a ponerse de pie, sentada, y anunciando que es "la representante de la clase, Ichijo". En los últimos episodios de la serie de anime, que a menudo hace lo que parece imposible sin decir nunca más que una palabra o dos cosas sobre ella, incluyendo la realización con éxito de una oración lluvia efectiva en dos ocasiones.Tiene dos hermanas menores en el manga, la menor también aparece en los episodios de anime, misteriosamente, utiliza de un cuaderno para comunicarse dado que ella es demasiado joven para conversar. En la serie de anime, además de Ichijo y su hermana, nadie es consciente de los extranjeros vigilando a Becky.
Miyako Uehara (上原 都, Uehara Miyako?) 
Voz por: Yui Horie
Miyako es conocida como "polilla", un nombre que obtuvo a través de su constante estudio y que detesta, aunque su puntuación es casi la media. Entre su clase, Miyako es la que tiene la actitud más realista. Ella a menudo se enoja si no es capaz de estudiar debido a las travesuras locas de sus compañeras, que también son a menudo contra su voluntad. 
Ella también tiene la frente muy grande y muy brillante que se vuelve más extrema, con cada episodio. En un episodio llega a ponerse tan brillante que los otros personajes se ven obligados a ponerse máscaras de soldadura para poder mirarla. También, que aparentemente posee ESP. En algunos de los eventos más intensos de la serie, siempre trata de mantener la cabeza fría, aunque no siempre es capaz de lograr esto a fuerza de voluntad . En la historia de manga, estudio en el extranjero bajo la dirección de "El Profesor", que también aparece en el anime. No siempre es vista con lentes ya que tiene lentes de contacto también. Después de regresar de su viaje de estudios, debido a la gran cantidad de tiempo que echaba de menos de clases, se ha ganado un nuevo apodo de Bancho (番 长?) O «líder».
Kurumi Momose (桃瀬 くるみ, Momose Kurumi?) 
Voz por:Kana Ueda
Kurumi está por encima del promedio en apariencia, el atletismo, y resultados académicos, pero sin embargo sufre de ser llamado normal / aburrida todo el tiempo. Ella ha llegado a desaparecer casi por completo de la existencia cuando es ignorada. Kurumi es una atleta muy rápida, y también jugó baloncesto. Ella es la hermana gemela de Shu Momose de la clase 1-A, que es conocida por sus habilidades en la cocina, algo que ella misma no posee. 
Sayaka Suzuki (鈴木 さやか, Suzuki Sayaka?) 
Voz por: Kayo Sakata
Sayaka es considerada la "chica buena" de la clase, que por lo general se han aprovechado de la causa de su personalidad y dando fiel. Aunque sus compañeros de clase a menudo envían a sus diligencias y hacer que realizar tareas de baja categoría para ellos, ella dice que no le importa. A ella le gusta la señorita Igarashi, el maestro de la clase 1-A, y al principio las chicas de la clase 1-C supone que Sayaka estaba enamorado. Pero, en verdad, sus sentimientos eran sólo de admiración. Su signo zodiacal es Piscis y su tipo de sangre es A. 
Ella se refiere a menudo por los demás, incluyendo Becky, como "Roku-Go", una rareza que la pregunta acerca de los extranjeros. 
Mesousa (メソウサ?) 
Voz por: Vainilla Yamazaki
Mesousa es una parodia de la mascota de la "mona" escribir caracteres a menudo visto en el anime, con una gran diferencia: Mesousa tiene un caso severo de depresión. Su falta de pulgares hace que las tareas diarias casi imposible, profundizar aún más su depresión. Prácticamente inútil en todos los sentidos, Mesousa sirve como el slapstick de la serie, siendo explotado en un episodio y tener las piernas quebradas en otro, todos, sin queja. También parece ser un tanto loco por Ichijou. Su "catador" stat es una referencia al carácter de la mascota de Menchi de la parodia de Excel Saga anime. Mesousa no es la mascota de Becky, sino, más bien, su compañero, que intenta ayudar en la clase de como obtener y mantener el estrado de ella mientras está en él para escribir en la pizarra. Su nombre deriva de la combinación de "meso meso", un phonomime japonés para lloriqueando, y "Usagi" (兎?), Que en japonés significa "conejo"

### Secundarios

#### Clase 1-A
Miyuki Igarashi (五十 岚 美 由 纪, Igarashi Miyuki?) 
Voz por:Sayaka Ohara
Miyuki es el tutor de la clase 1-A, y tiene una reputación de ser un bebedor empedernido. Ella es con frecuencia tardío o soñar despierto en clase, ya sea porque ella está sufriendo de una resaca o porque es sencillamente aburrido con la enseñanza. Miyuki es conocido por sus alumnos que nunca se visten, ni usar maquillaje y casi siempre olor a alcohol. Con frecuencia mira por la ventana de su salón de clases y dice que ella desea ser una nube, un deseo que a menudo sólo es escuchado por Shu. A menudo, los asientos vacíos en su clase son reemplazados con estilo japonés espantapájaros en los episodios de anime. 
Shu Momose (桃 瀬 修, Momose Shu?) 
Voz por: Takahiro Sakurai
Shu es el hermano gemelo de Kurumi Momose, sin embargo, aún no puede resistir la llamada Kurumi "simple" de vez en cuando. Shu es un tranquilo carácter y un cocinero experto. Él ayuda a su tutor a menudo borracho e irresponsable, Miyuki Igarashi, cuidar de la clase 1-A. Además, se le puede convencer fácilmente a hacer cosas, como cuando se le preguntó a preparar el almuerzo Becky por ella todos los días o cuando durante ese tiempo se convenció de tomar un día libre. Esto puede hacerle parecer un tipo que también sucumbe a la presión, especialmente la de un grupo, como en el episodio 4 cuando se le dijo que prepare un baño para todas las chicas y ni siquiera quejarse.
Yuma Kashiwagi (柏木 优 麻, Kashiwagi Yuma?) 
Voz por: Sawa Ishige
Yuma y Yuna Kashiwagi son gemelos idénticos, pero Yuma tiene la personalidad más saliente. Cuando los gemelos se llaman así, ella es casi siempre el primero en hablar de que son realmente las personas separadas y deben ser llamados de manera diferente. A pesar de ello, Miyuki y Rei no veo por qué deben tratar de distinguirlos que enoja a más de Yuma. Ella y su hermana están interesados en la moda y vestirse, pero cuando sus audiciones doble o presta para cualquier cosa, Yuma disfruta en secreto utilizando su pluma para escribir y grandes caracteres claramente visibles en la frente de Yuna para la buena suerte. A menudo Yuna es descalificado de lo que fuera a audicionar para por esto. Yuma defiende que no se hace esto, a pesar, sino en el amor aunque toma algún convencer de Yuna para hacerla creer. Cualesquiera que sean sus intenciones pueden ser, nunca se explica claramente, al menos en el anime, que lo es. Yuma siempre se ata el cabello en el lado izquierdo de la cabeza con una cinta azul y usa calcetines del mismo color. Tanto ella como su hermana están en el club de teatro y se encargan de hacer la mayoría de los trajes, algunos de los cuales llevan a la clase en algunos episodios.
Yuna Kashiwagi (柏木 优 奈, Kashiwagi Yuna?) 
Voz por: Sawa Ishige
Yuna es el gemelo Kashiwagi segunda y, en agudo contraste con su hermana, es muy introvertida y de voz suave. Ella es a menudo víctima de las travesuras de Yuma y generalmente va junto con todos sus planes. Sin embargo, debido a su personalidad y su gusto para conseguir fácilmente avergonzado, que no siempre hace lo que pide Yuma de ella, como en un episodio, donde iba a modelo de ropa nueva, junto con Yuma, pero no, diciendo que era demasiado embarazoso . Ambos se molesta cuando Miyuki pide a uno de ellos como "los gemelos Kashiwagi" como si fueran una sola persona, aunque normalmente su hermana hasta que habla en su nombre. Yuna vínculos su cabello atado en el lado derecho de la cabeza con una cinta roja y lleva medias de colores similares. 
En otros mangas del autor, Momo-Gumi!!, ésta es tratada como una de las heroínas que pertenecen al grupo de la ficción ídolo japonés "Momo-Gumi!".
Yuzuko Kurusu (来 栖 柚子, Kurusu yuzuko?) 
Voz por: Asuka Nakase
Yuzuko se vio inicialmente vistieron izquierda y derecha, sobre todo el traje de gallo que realizó frecuentes apariciones breves en los episodios anteriores del anime, y es miembro del Club de Inteligencia, cuyo presidente es un gato negro. La explicación Inglés y las estadísticas dicen que ella es la número 002, aunque su explicación de vestuario y japonés dice claramente que ella es la número 003. Esta contradicción confundir nunca se borra porque Hibiki siempre pide a Akira y yuzuko juntos. Sólo en el episodio 16 son dos de ellos se hace referencia por separado, cunas Hibiki yuzuko y la llama "003". De esto, es evidente que la explicación Inglés fue un error. 
Junto con los otros dos miembros del Club de Inteligencia, Hibiki y Akira, ella sigue al azar los otros estudiantes. La única persona que utiliza los talentos del club parece ser Rebecca. En los últimos episodios de anime y episodios de manga, yuzuko es más conocida por su membresía en el Club de películas y de sus encuentros frecuentes con Akane Serizawa del Club de Drama. Cuando se visten con trajes de sus respectivos clubes, y no saben quienes son los enemigos, que lucha desde el Club de Cine y el Club de Drama son aparentemente naturales. Sin embargo, cuando no en el vestuario, que son muy buenos amigos y les gusta pasar el rato juntos, conscientes de los clubes de cada uno es in

#### Clase 1-B
Saotome (早 乙 女, Saotome?) 
Voz por: Eiji Hanawa
Saotome es el tutor de la clase 1-B y también es el profesor de educación física. Él es a menudo muy enérgico y entusiasta, pero debido a esto, a menudo también hace una escena delante de sus alumnos. Él casi nunca es visto sin su camiseta. Rebecca, una vez se burlaban de él por el hecho de que "tiene que ser grande para ser un maestro de educación física y ver chicas de secundaria con sus uniformes de gimnasio todo el tiempo" tratando de implicar algún otro lado de la personalidad Saotome, aunque esto no está confirmado.
Suzune Shiratori (白鸟 铃音, Shiratori Suzune?)
Voz por:  Ryō Hirohashi
Suzune es una chica alta y atlética y el mejor amigo de Otome Akiyama. Suzune pasatiempo favorito es poner Otome en una bodega y la prensa en un lugar en la cabeza, diciendo que esto mantendrá a Otome, que es muy sensible acerca de su baja estatura, el crecimiento más alto, aunque en lugar de golpear el punto de presión de atrofiar su crecimiento , siempre llega al punto de presión para inducir la diarrea. Aunque siempre sonriente, ella tiene la costumbre de usar la violencia para obligar a nadie, que no parecen estar de acuerdo con ella, en la sumisión. En el anime, una de su ataque se muestra como la ampliación de la mano misteriosa y desatar una devastadora "cortar" a un personaje inocente que siempre se queda incapacitado después. Esto fomenta el hecho de que ella es una chica muy fuerte a pesar de que no lo parece en un principio. Más tarde, en la serie de anime, cuando Hibiki rescata de ella, muestra un talento para hacer marionetas de mano que representan formas chibi de algunos de los personajes, incluida ella misma.
Otome Akiyama (秋山 乙 女, Akiyama Otome?) 
Voz por: Tsugumi Higasayama
Otome es muy atlético, especialmente conocida por su capacidad de pista y campo. Su baja estatura se convierte en una broma en la serie, pero Suzune es la que se burla de ella sobre la mayor parte del tiempo. De hecho, ella no ha crecido un centímetro desde que estaba en la escuela secundaria, que cuando se hace este comentario, habría sido de unos nueve meses. Incluso llega a Becky a finales de la serie de pedir ayuda en este campo, pero Becky no puede ayudarla. Además, ella es a menudo una falta de respeto a sus superiores, sobre todo Saotome, negándose a referirse a él como "sensei" (先生?, Que significa "maestro").
Hibiki Watanuki (绵 贯 响, Watanuki Hibiki?) 
Voz por: Chieko Higuchi
Hibiki es un miembro del Consejo Escolar de Inteligencia del Club y está en constante asumiendo actividades encubiertas. Ella siempre lleva una cámara de vídeo para registrar eventos de la escuela con sus dos subordinados Akira y yuzuko en los episodios de anime, especialmente las relativas a Becky. Al hacer esto, que a menudo se cambie de parecer acerca de lo que informe sobre, siempre quieren encontrar una mejor "Scoop". Ella considera Rei a su rival. Sus investigaciones a menudo terminan con la muerte de su (implícito), aunque ella siempre está vivo y bien en el siguiente episodio.
Yankee (ヤンキー, Yanki?) 
Voz por: Eiji Hanawa
Yankee normalmente hace apariciones muy breves, retratado como un personaje nerd, la grasa. Odia la clase de educación física y con frecuencia se salta esa clase. También se añade con frecuencia "punto com" a todo lo que dice (por ejemplo, "Él es totalmente perdido, punto com"). "Yanqui" en el argot japonés se refiere a la escuela secundaria rebelde / estudiantes de secundaria conocida por morir su pelo y la participación en el comportamiento antisocial. En algunos episodios, tanto en el anime y manga, él se muestra con una serpiente púrpura extraño que sale de su boca, que habla incluso en algunos episodios.
Zula (ズーラ, Zura?)
Voz por: Mugihito
Según la "Guía Oficial" s vendidos en Japón, Zula es una niña, aunque ella se parece a un hombre. Porque ella es de algún país extranjero, su japonés no es tan fluida y amable. En los episodios de anime, que a veces aparece con un pájaro curioso como vestuario inspirado en el manga clásico de Yasuji Tanioka, diciendo: "Asa nanoyo" (朝 ナノ ヨ!?, Que significa literalmente, "La mañana ha llegado!").
Ito (伊藤?) 
No se sabe mucho acerca de este personaje en la serie de animación. Lleva el uniforme estándar Peach Luna y su rostro se dibuja de manera diferente a los otros personajes que tiene una nariz bulbosa, labios, ojos de grasa y el tono negro. Itō múltiples se utilizan a menudo para representar a las multitudes de personas o de los demás miembros de la clase 1-B en los episodios de anime. Se muestra en una escena en el anime, donde posiblemente murió y volvió a nacer después de varios gatos comenzó a festejar en su cadáver, no muy diferente a la de Catwoman. 